# Saint-André-des-Eaux (Loire-Atlantique)
Saint-André-des-Eaux település Franciaországban, Loire-Atlantique megyében. Lakosainak száma 6949 fő (2022. január 1.). Saint-André-des-Eaux La Baule-Escoublac, Guérande, Saint-Joachim, Saint-Lyphard és Saint-Nazaire községekkel határos.

## Népesség
A település népessége az elmúlt években az alábbi módon változott:
| Lakosok száma | 1554 | 2541 | 2919 | 4917 | 5883 | 6197 | 6473 | 6744 | 6813 | 6949 |
|               | 1968 | 1982 | 1990 | 2006 | 2013 | 2015 | 2017 | 2019 | 2020 | 2022 |